# Chidera Ejuke
Chidera Ejuke, né le 2 janvier 1998 à Zaria au Nigeria, est un footballeur international nigérian qui évolue au poste d'ailier gauche au Séville FC.

## Biographie

### Vålerenga
Chidera Ejuke est formé au Gombe United au Nigeria, avant de rejoindre l'Europe et le club norvégien du Vålerenga Fotball le 10 mars 2017. Il passe d'abord par l'équipe réserve du club. Il commence son premier match avec les pros le 26 avril 2017, lors de la victoire de son équipe face au modeste club du Gran IL Fotbal en Coupe de Norvège. Entré en jeu ce jour-là, il inscrit le huitième et dernier but de son équipe. Il débute dans le Championnat de Norvège le 30 avril suivant, lors de la défaite de son équipe contre Odds BK (2-1). Ejuke inscrit son premier but en championnat avec Vålerenga le 24 septembre 2017 contre le SK Brann. Alors que les deux équipes se neutralisaient sur un score nul de un partout, le but de Chidera Ejuke à la 83e minute donne la victoire aux siens (2-1).

### SC Heerenveen
Alors qu'il était convoité notamment par la Lazio Rome, Chidera Ejuke rejoint les Pays-Bas et le SC Heerenveen le 15 juillet 2019, avec qui il s'engage pour les quatre prochaines saisons. Le montant du transfert est estimé à 2 millions d'euros et il portera le numéro 8. Le 4 août 2019 il joue son premier match sous ses nouvelles couleurs à l'occasion de la première journée d'Eredivisie de la saison 2019-2020. Son équipe se déplace alors sur la pelouse de l'Heracles Almelo. Entré en jeu à la place de Jordy Bruijn, il participe à la victoire de son équipe par quatre buts à zéro en inscrivant son premier but pour Heerenveen, sur une passe de Mitchell van Bergen.

### CSKA Moscou
Le 28 août 2020, Chidera Ejuke s'engage avec le club russe du CSKA Moscou pour un contrat courant jusqu'en juin 2024.

### Hertha Berlin
Le 13 juillet 2022, Chidera Ejuke est prêté par le CSKA Moscou au Hertha Berlin pour une saison.

### Royal Antwerp FC
Libre grâce à une clause d'exception de la FIFA qui permet aux joueurs actifs en Russie de quitter leur club, Ejuke s'engage pour un an au Royal Antwerp FC fin juillet 2023.
Ejuke marque son premier but pour le club le 24 novembre 2023, contre le K Saint-Trond VV en championnat. Entré en jeu à la place de Arbnor Muja, il marque le but égalisateur de son équipe (1-1 score final).

### En sélection
Chidera Ejuke honore sa première sélection avec l'équipe nationale du Nigeria le 13 octobre 2020, à l'occasion d'un match amical contre la Tunisie. Il entre en jeu à la place de Samuel Chukwueze et les deux équipes se neutralisent (1-1 score final).
En décembre 2021, Ejuke est retenu par le sélectionneur Gernot Rohr pour participer à la coupe d'Afrique des nations.

### Style de jeu
Droitier, Chidera Ejuke est un ailier qui préfère évoluer sur le côté gauche mais il peut également jouer à droite ou même en milieu offensif axial, comme ça a parfois été le cas avec le Vålerenga Fotball. C'est un joueur rapide et qui aime dribbler.